# Curt Harnett
Curtis Melvin Harnett, dit Curt Harnett (né le 14 mai 1965 à Toronto) est un coureur cycliste canadien. Professionnel de 1993 à 1996, il a participé à quatre Jeux olympiques de 1984 à 1996. Il y a remporté trois médailles : l'argent au kilomètre en 1984, et le bronze en vitesse en 1992 et 1996. Il a été médaillé d'argent du championnat du monde de vitesse amateurs en 1990 et 1995. Il a également été deux fois médaillé aux Jeux du Commonwealth, en 1990 et 1994, ainsi qu'aux Jeux panaméricains de 1987. Il a battu le record du 200 m à Bogota le 28 septembre 1995, en 9 secondes 865, et l'a détenu pendant plus de onze ans, jusqu'à ce que le Néerlandais Theo Bos le batte le 16 décembre 2006 en 9 secondes 772,.

## Biographie

### Carrière de coureur
Curt Harnett est né en 1965 à Weston (Ontario), une municipalité de l'Ontario au Canada, dans la banlieue de Toronto. Sa famille déménage à Winnipeg alors qu'il a huit mois. Son premier sport est le hockey sur glace. Il monte sur son vélo pour rester en forme pendant l'été et s'entraîne avec son casque de hockey et sans équipement cycliste spécifique. Il décide par la suite de faire du cyclisme sur piste sa priorité, malgré le fait que le hockey lui offrait de meilleures perspectives de carrière et que le manque de vélodromes au Canada l'obligeait à voyager continuellement à l'étranger.
À seulement 19 ans, il est sélectionné pour les Jeux olympiques de Los Angeles en 1984, où il remporte la médaille d'argent sur le kilomètre, en 1 minute et 6,44 secondes. Il est devancé de seulement 34 centièmes par Fredy Schmidtke. Il s'agit de la première médaille individuelle en cyclisme sur piste du Canada - seule la poursuite par équipes avait remporté le bronze en 1908 - et la troisième au total pour le cyclisme canadien. En 1987, il décroche le plus important titre de sa carrière, avec l'or sur le kilomètre des Jeux panaméricains d'Indianapolis. Il ne gagne aucune médaille lors des Jeux olympiques de Séoul en 1988.
Lors des mondiaux de Maebaschi en 1990, il atteint la finale du tournoi de vitesse chez les amateurs, mais est battu en finale contre l'Allemand Bill Huck. Deux ans plus tard, aux Jeux olympiques de Barcelone, il obtient sa deuxième médaille olympique, lorsqu'il remporte le match pour la troisième place du tournoi de vitesse contre l'Italien Roberto Chiappa. 
En 1995, lors des championnats du monde de Bogota, il réalise le meilleur temps des qualifications de la vitesse. En réalisant 9,865 secondes sur les 200 mètres lancé, il bat le record du monde et devient le premier cycliste de l'histoire à descendre en dessous des 10 secondes. Cette marque ne sera battu que onze ans plus tard par Theo Bos à Moscou en 2006 (en 9,772 secondes). Harnett est une nouvelle fois battu en finale de la vitesse, cette fois par l'Australien Darryn Hill.
En 1996, pour sa dernière année, il remporte sa troisième médaille olympique avec le bronze en vitesse aux Jeux olympiques d'Atlanta, où il bat l'Australien Gary Neiwand.
Harnett était connu pour ses longs cheveux blonds très bouclés et a même fait une publicité télévisée pour un shampooing. Après avoir participé à ses derniers Jeux olympiques, il déclare : « Il est temps de se faire couper les cheveux et de trouver un vrai travail. ».

### Après carrière et récompenses
Après avoir pris sa retraite de coureur en 1996, il participe aux Jeux olympiques de Sydney (2000) et d'Athènes (2004) en tant que commentateur pour CBS Sports.
Il est intronisé au Temple de la renommée des sports du Canada en 2005, puis au Temple de la renommée olympique du Canada en 2006. Il est nommé chef de mission de l'équipe du Canada aux Jeux panaméricains de 2015 et aux Jeux olympiques d'été de 2016. En 2018, il reçoit l'Ordre du Canada. Il travaille ensuite comme journaliste, auteur et coach motivationnel.

## Palmarès

### Jeux olympiques
- Los Angeles 1984
  -  Médaillé d'argent du kilomètre
- Barcelone 1992
  -  Médaillé de bronze de la vitesse
- Atlanta 1996
  -  Médaillé de bronze de la vitesse

### Championnats du monde
- Maebaschi 1990
  -  Médaillé d'argent de la vitesse amateurs
- Bogota 1995
  -  Médaillé d'argent de la vitesse amateurs

### Jeux panaméricains
- Indianapolis 1987
  -  Médaillé d'or du kilomètre
  -  Médaillé de bronze de la vitesse

### Jeux du Commonwealth
- Auckland 1990
  -  Médaillé d'argent de la vitesse
- Victoria 1994
  -  Médaillé d'argent de la vitesse

## Championnats nationaux
- Champion du Canada de vitesse amateurs en 1991 et 1995